# NGC 819
NGC 819 (другие обозначения — UGC 1632, ZWG 504.17, KUG 0205+289, IRAS02056+2859, PGC 8174) —спиральная галактика с перемычкой (SBc) в созвездии Треугольник. Этот объект входит в число перечисленных в оригинальной редакции «Нового общего каталога».
В галактике были зарегистрированы две вспышки сверхновых: SN 2007hb и SN 2016hkn.